# 戈洛夫欽齊 (列季奇夫區)
49°25′3″N 27°29′21″E / 49.41750°N 27.48917°E
霍洛夫欽齊（烏克蘭語：Головчинці）是位於烏克蘭西部的村莊，由赫梅利尼茨基州裡赫梅利尼茨基區的梅吉比日市鎮負責管轄。該村面積1.59平方公里，海拔高度274米，2001年人口876，人口密度每平方公里550.6人。